# Banja (Fojnica, BiH)
Banja je naseljeno mjesto u općini Fojnica, Federacija Bosne i Hercegovine, BiH.

## Stanovništvo

### 1991.
Nacionalni sastav stanovništva 1991. godine, bio je sljedeći:
ukupno: 222
- Hrvati - 144
- Muslimani - 74
- Jugoslaveni - 1
- ostali, neopredijeljeni i nepoznato - 3

### 2013.
Nacionalni sastav stanovništva 2013. godine, bio je sljedeći:
ukupno: 34
- Hrvati - 33
- Bošnjaci - 1

## Vanjske poveznice
- Satelitska snimka  Arhivirana inačica izvorne stranice od 13. veljače 2021. (Wayback Machine)